# Nationale Arbeidsconferentie
De Nationale Arbeidsconferentie (NAC) was een vorm van paritair overleg in België tussen werkgevers en werknemers (vertegenwoordigd door de representatieve organisaties) in het interbellum en de eerste decennia na de Tweede Wereldoorlog. Gaandeweg vormt dit paritair overleg zich om in driehoeksoverleg als de overheid het neocorporatisme omarmt om sociaal beleid uit te stippelen. De conferenties werden vaak gestart onder impuls van de sociale partners.
Het Sociaal Pact wordt op de NAC van 1944 besproken en goedgekeurd door de regering. Samen met de besluitwet van 28 december 1944 (basis sociale zekerheid) en de wet op ondernemingsraden van 9 juni 1945 (institutionalisering paritaire comités) vormt het Sociaal Pact een belangrijke reden voor de pacificatie van de sociale eisen na de Tweede Wereldoorlog.
Er vonden drie Nationale Arbeidsconferenties plaats in het interbellum (1936, 1939, 1940) en acht in de jaren 40 van de twintigste eeuw (16 september 1944, 1945, vier in 1946, 1947 en 1948). In 1948 wordt de Centrale Raad voor het Bedrijfsleven opgericht en in 1952 de Nationale Arbeidsraad. Deze organisaties namen de taak van de Nationale Arbeidsconferentie over. Doch volgen nog verschillende Nationale Arbeidsconferenties in de jaren 50.